# Aeroporto de Porto Seguro
O Aeroporto de Porto Seguro é um aeroporto brasileiro localizado em Porto Seguro, no Sul da Bahia. Está localizado na avenida Brigadeiro Faria Lima, a dois quilômetros do centro da cidade e a poucos metros do terminal rodoviário.[carece de fontes?] É um dos aeroportos do Brasil que mais recebe voos chárteres de destinos nacionais e internacionais, e nele operam regulamente as principais companhias aéreas brasileiras. É um dos vinte aeroportos da Bahia incluídos no Plano de Desenvolvimento da Aviação Regional (PDAR), criado em 2012 pelo governo federal, que visava construir e/ou reformar 270 aeroportos em todo o país.
Conta com pista para pousos e decolagens de dois mil metros por 45 metros e terminal de passageiros com área de 33 201 metros quadrados.[carece de fontes?] Os auxílios operacionais aos procedimentos de pouso e de navegação aérea utilizados são o radiofarol não direcional (NDB, na sigla em inglês) e Indicador de Percurso de Aproximação de Precisão (PAPI, na sigla em inglês).[carece de fontes?]

## História
O aeroporto foi inaugurado em 1982.[carece de fontes?] Seu terminal de passageiros era bem simples e pequeno.[carece de fontes?] Hoje este prédio é ocupado pelo Corpo de Bombeiros da cidade.[carece de fontes?]
O então Governador ACM, inaugurou em 1993 a expansão do aeroporto, com novo pátio, terminal de passageiros, que em 1997 foi expandido novamente, com ampliação do terminal de passageiros, do pátio de estacionamento de aeronaves e ampliação da pista de pouso para operar com aeronaves de grande porte.[carece de fontes?]
O aeroporto foi construído em conjunto pelo Governo Federal e Estadual, ficando a administração a cargo do Estado da Bahia, através da Agência Estadual de Regulação de Serviços Públicos de Energia, Transportes e Comunicações da Bahia (AGERBA), que por sua vez contratou uma empresa privada para a execução dos serviços. Atualmente a administração e operação do aeroporto está sob os cuidados da SINART - Sociedade Nacional de Apoio Rodoviário e Turístico Ltda desde março de 2000.

## Estatísticas

### Movimento de passageiros
| Ano  | Passageiros |
| ---- | ----------- |
| 2012 | 1 212 086   |
| 2013 | 1 328 197   |
| 2014 | 1 512 028   |
| 2015 | 1 455 384   |
| 2016 | 1 601 600   |
| 2017 | 1 716 037   |